# Patti LaBelle (album)
| Recensione    | Giudizio   |
| ------------- | ---------- |
| AllMusic      | [ 1 ]      |
| Rolling Stone | favorevole |

Patti LaBelle è l'album solista di debutto della cantante statunitense Patti LaBelle, pubblicato nel 1977. È il primo album registrato dalla cantante dopo aver cantato per sedici anni con la band Labelle (conosciuta precedentemente con il nome Patti LaBelle and the Bluebelles). Contiene la hit dance "Joy to Have Your Love", la classica ballata gospel-pop "You Are My Friend" e "I Think About You". 

## Il disco
Prima di registrare l'album, LaBelle inizialmente pensava di ritirarsi dall'industria musicale dopo i sedici anni di carriera con le LaBelle. In seguito allo scioglimento del gruppo nel marzo 1977, causata da mesi di crescente tensione, LaBelle e suo marito, Armstead Edwards, videro un peggioramento nel loro matrimonio, in parte dovuto alla paura del cantante di continuare una carriera senza il suo gruppo. Dopo un'ulteriore valutazione, LaBelle e suo marito risolsero le loro differenze. Edwards è stato poi assunto da sua moglie per essere il suo manager e ha pianificato con cura la sua carriera da solista. La cantante ha viaggiato a New Orleans per registrare il suo nuovo album, con David Rubinson, produttore dell'ultimo album delle Labelle, Chameleon, e anche famoso per il suo lavoro con The Pointer Sisters. 
Firmando un contratto da solista con Epic Records, l'ex etichetta delle LaBelle, la cantante pubblicò il suo album di debutto nell'ottobre del 1977. Mentre il singolo di debutto, "Joy to Have Your Love", ottenne un piccolo successo nella classifica R&B, e la canzone dance" e "Dan Swit Me" era popolare nei club di ballo, la canzone più importante dell'album era una ballata co-composta da LaBelle, Edwards e il suo direttore musicale, James" Budd "Ellison, inizialmente dedicata all'unico figlio biologico di LaBelle ed Edwards, Zuri (che è ora il manager di LaBelle), intitolata "You Are My Friend". La canzone non ha raggiunto posizioni alte nella classifica R&B degli Stati Uniti, ma è comunque diventata una delle canzoni più importanti per la cantante. LaBelle ha eseguito la canzone al suo primo concerto da solista a Londra, ottenendo una standing ovation, che ha contribuito a dare la motivazione a LaBelle per continuare la sua carriera. L'album, quando è stato pubblicato, ha funzionato con successo, raggiungendo il 62º posto nella Billboard 200 e il 31º posto nella classifica degli album R&B.

## Tracce
1. "Joy to Have Your Love" (Jeffrey Cohen, Ray Parker, Jr., Budd Ellison)
2. "Funky Music" (Barrett Strong, Norman Whitfield)
3. "Since I Don't Have You" (Wally Lester, Joe VerScharen, Joseph Rock, James Beaumont, Jackie Taylor)
4. "Dan Swit Me" (Jeffrey Cohen, Ray Parker, Jr., David Rubinson, Armstead Edwards)
5. "You Are My Friend" (Patti LaBelle, Budd Ellison, Armstead Edwards)
6. " You Can't Judge a Book by the Cover " (Willie Dixon)
7. "I Think About You" (Angelo "Funky Knuckles" Nocentelli)
8. "Do I Stand a Chance?" (Patti LaBelle, Budd Ellison, Armstead Edwards)
9. "Most Likely You Go Your Way (And I'll Go Mine)" (Bob Dylan)

Remaster del 2011
10. "Joy to Have Your Love" (Single Version)
11. "Dan Swit Me" (Single Version)

## Formazione
- Patti LaBelle - voce solista, voci di sottofondo, arrangiamenti vocali
- Leo Nocentelli, Ray Parker, Jr. - chitarra
- David Shields, George Porter, Jr., Mac Cridlin, Ray Parker, Jr. - basso
- James Budd Ellison, Leo Nocentelli - tastiere
- James Gadson - batteria
- Natcho - armonica
- Cecil Womack, Curtis Womack, Friendly Womack, Jr., Julia Waters, Maxine Waters, Oren Waters, Norma Harris, Rosie Casals, Sherri Barman, Yvonne Fair - voci di sottofondo
- Kurt McGettrick - arrangiamenti con gli ottoni
- Bob Manchurian, Dale Warren - arrangiamenti orchestrali e direttore

## Classifiche settimanali
| Classifica (1977) | Posizione massima |
| ----------------- | ----------------- |
| Stati Uniti       | 62                |
| US R&B Albums     | 16                |